# Lee Hyun-woo
Dans ce nom coréen, le nom de famille, Lee, précède le nom personnel.
Lee Hyun-woo (coréen: 이현우, né le 23 mars 1993) est un acteur et chanteur sud-coréen.

## Filmographie

### Dramas
| Année | Titre                                    | Rôle                 | Chaîne    | Note(s)                                                  |
| ----- | ---------------------------------------- | -------------------- | --------- | -------------------------------------------------------- |
| 2004  | Oolla Boolla Blue-jjang                  |                      | KBS       |                                                          |
| 2005  | Spring Day                               |                      | SBS       |                                                          |
| 2006  | Hwarang Fighter Maru                     | Seo Da-ham           | KBS2      |                                                          |
| 2007  | The Legend                               | Cheoro jeune         | MBC       |                                                          |
| 2007  | Lobbyist                                 | Harry jeune          | SBS       |                                                          |
| 2008  | King Sejong the Great                    | Prince Choong-nyeong | KBS1/KBS2 |                                                          |
| 2008  | Things We Do That We Know We Will Regret | Lee Jeongh-wook      | KBS2      | Episode 4: On a Night Sparkling with Stars               |
| 2009  | The Return of Iljimae                    | Cha Dol-yi           | MBC       |                                                          |
| 2009  | Queen Seondeok                           | Kim Yushin jeune     | MBC       |                                                          |
| 2009  | What's for Dinner?                       | Tommy                | MBC       |                                                          |
| 2010  | Master of Study                          | Hong Chan-doo        | KBS2      |                                                          |
| 2011  | Gyebaek                                  | Gyebaek jeune        | MBC       |                                                          |
| 2011  | Brain                                    | Park Dong-hwa        | KBS2      | Apparition en tant qu'invité dans les épisodes 1-4       |
| 2012  | Man from the Equator                     | Kim Sun-woo jeune    | KBS2      |                                                          |
| 2012  | To the Beautiful You                     | Cha Eun-gyul         | SBS       | Adaptation coréenne de Hana-Kimi                         |
| 2015  | Run Toward Tomorrow                      | Kang Moon-jae        | SBS       | Spécial Nouvel An lunaire                                |
| 2015  | Scholar Who Walks the Night              | Prince Jeonghyeon    | MBC       | Caméo dans l'épisode 1                                   |
| 2016  | Moorim School                            | Yoon Shi-woo         | KBS2      | Rôle principal                                           |
| 2017  | The Liar and his Lover                   | Kang Han-Kyeol       | tvN       | Rôle principal                                           |
| 2022  | Money Heist : Korea                      | Han Joseph           | Netflix   | Adaptation coréenne de La casa de papel - Rôle principal |

### Films
| Année | Titre                         | Rôle           | Note(s)                               |
| ----- | ----------------------------- | -------------- | ------------------------------------- |
| 2005  | Baribari Jjang                |                |                                       |
| 2006  | Holiday                       |                |                                       |
| 2006  | A Dirty Carnival              | Min-ho jeune   |                                       |
| 2007  | Hwang Jin Yi                  | Nomi jeune     |                                       |
| 2010  | The Loneliness of Butcher Boy | Tae-shik       | court métrage de Short! Short! Short! |
| 2011  | GLove                         | Kim Jin-man    |                                       |
| 2013  | Secretly, Greatly             | Rhee Hae-jin   |                                       |
| 2014  | The Con Artists               | Jong-bae       |                                       |
| 2015  | Northern Limit Line           | Park Dong-hyuk |                                       |
| 2015  | The Beauty Inside             | Woo-jin        |                                       |

### Apparitions dans des clips vidéos
| Année | Titre                 | Artiste(s)       |
| ----- | --------------------- | ---------------- |
| 2005  | "Jump"                | Haha             |
| 2011  | "You and I"           | IU               |
| 2012  | "First Love's Melody" | Acoustic Collabo |
| 2013  | "I Love You"          | Akdong Musician  |

### Présentation
| Année                              | Titre                   | Rôle | Chaîne |
| ---------------------------------- | ----------------------- | ---- | ------ |
| 8 décembre 2011 – 14 mars 2012     | Music on Top            | Hôte | jTBC   |
| 16 décembre 2012 – 26 janvier 2014 | Inkigayo (Popular Song) | Hôte | SBS    |

### Émissions de télévision
| Année | Titre                                              | Chaîne    | Note(s)                                                |
| ----- | -------------------------------------------------- | --------- | ------------------------------------------------------ |
| 2012  | Invincible Youth Season 2                          | KBS2      | Apparition en tant qu'invité dans l'épisode 26         |
| 2012  | Strong Heart                                       | SBS       | Apparition en tant qu'invité dans les épisodes 142&143 |
| 2013  | Running Man                                        | SBS       | Apparition en tant qu'invité dans l'épisode 147        |
| 2013  | Hwasin – Controller of the Heart                   | SBS       | Apparition en tant qu'invité dans l'épisode 22         |
| 2014  | Lee Hyun-woo and Park Ji-bin's Real Mate in Saipan | QTV       | Télé réalité/voyage avec Park Ji-bin                   |
| 2014  | Running Man                                        | SBS       | Apparition en tant qu'invité dans l'épisode 225        |
| 2015  | Happy Together Season 3                            | KBS2      | Apparition en tant qu'invité dans l'épisode 401        |
| 2016  | Hello Counselor                                    | KBS World | Apparition en tant qu'invité dans l'épisode 257        |

## Discographie

### Singles
| Année                                                                                 | Titre                              | Meilleure position | Ventes | Album               |
| Année                                                                                 | Titre                              | COR Gaon           | Ventes | Album               |
| ------------------------------------------------------------------------------------- | ---------------------------------- | ------------------ | ------ | ------------------- |
| 2016                                                                                  | "Your Face" (feat. Louie of Geeks) | 54                 | —      | Non issu d'un album |
| "—" signifie que le morceau ne s'est pas classé ou n'est pas sorti dans cette région. |                                    |                    |        |                     |

#### En collaboration
| Année                                                                                 | Titre                                                       | Meilleure position | Ventes | Album               |
| Année                                                                                 | Titre                                                       | COR Gaon           | Ventes | Album               |
| ------------------------------------------------------------------------------------- | ----------------------------------------------------------- | ------------------ | ------ | ------------------- |
| 2015                                                                                  | "It's a Lie" (avec O Broject; feat. Lee Hyun-woo, Bromance) | —                  | —      | Non issu d'un album |
| 2016                                                                                  | "Feel So Good" (avec O Broject)                             | —                  | —      | Non issu d'un album |
| "—" signifie que le morceau ne s'est pas classé ou n'est pas sorti dans cette région. |                                                             |                    |        |                     |

#### Bande originale
| Année                                                                                 | Titre          | Meilleure position | Ventes | Album                     |
| Année                                                                                 | Titre          | COR Gaon           | Ventes | Album                     |
| ------------------------------------------------------------------------------------- | -------------- | ------------------ | ------ | ------------------------- |
| 2013                                                                                  | "Ode to Youth" | —                  | —      | Secretly, Greatly OST     |
| 2016                                                                                  | "One Thing"    | —                  | —      | Moorim School OST Part. 3 |
| "—" signifie que le morceau ne s'est pas classé ou n'est pas sorti dans cette région. |                |                    |        |                           |

## Récompenses et nominations
| Année | Titre                                        | Catégorie         | Travail nommé         | Résultat   |
| ----- | -------------------------------------------- | ----------------- | --------------------- | ---------- |
| 2008  | KBS Drama Awards                             | Best Young Actor  | King Sejong the Great | Lauréat    |
| 2012  | SBS Drama Awards                             | New Star Award    | To the Beautiful You  | Lauréat    |
| 2012  | KBS Drama Awards                             | Best New Actor    | Man from the Equator  | Nomination |
| 2013  | 22nd Buil Film Awards                        | Best New Actor    | Secretly, Greatly     | Nomination |
| 2013  | 34th Blue Dragon Film Awards                 | Best New Actor    | Secretly, Greatly     | Nomination |
| 2014  | 9th Asia Model Festival Awards               | New Star Award    | NC                    | Lauréat    |
| 2014  | 16th Seoul International Youth Film Festival | Best Young Actor  | Secretly, Greatly     | Nomination |
| 2015  | 52nd Grand Bell Awards                       | Best New Actor    | Northern Limit Line   | Nomination |
| 2015  | 30th Korea Best Dresser Swan Awards          | Rising Star Award | NC                    | Lauréat    |